# VLF

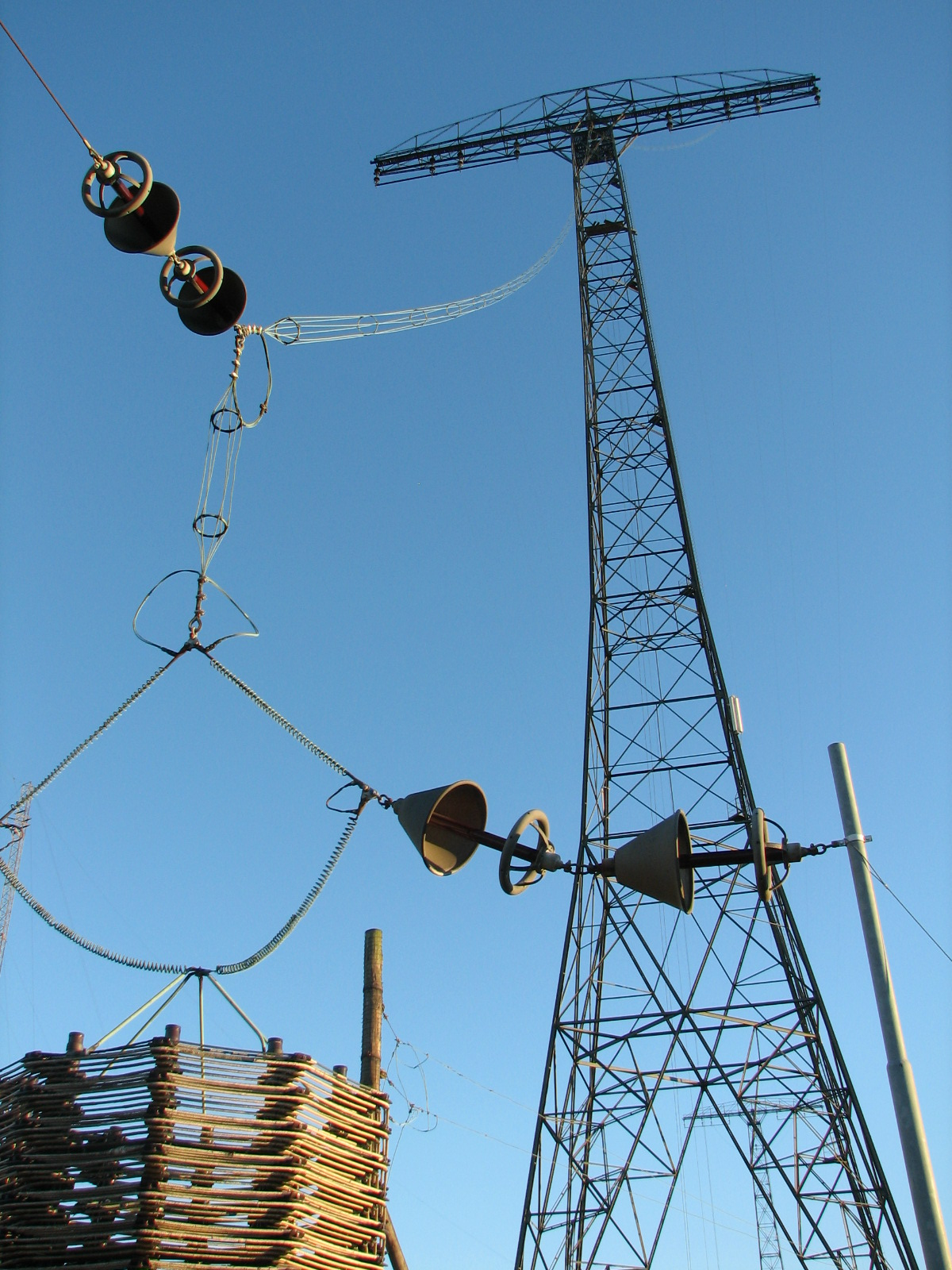
Antena emissora de VLF de Grimeton prop de Varberg, Suècia.

VLF  (acrònim de l'anglèsvery low frequency, “freqüència molt baixa” en català) és la banda de l'espectre electromagnètic de freqüència de 10 kHz a 30 kHz. A aquesta banda la propagació és per ona de superfície, amb baixa atenuació. Permet emetre ones de ràdio a gran distància. Com inconvenient cal destacar l'escassa amplada de banda disponible, i la poca eficàcia de les antenes a tan baixes freqüències. El sistema OMEGA d'ajuda a la navegació opera a les freqüències de 10,2 kHz, 11,33 kHz i 13,6 kHz.